# Större svartpitta
Större svartpitta(Megalampitta gigantea) är en av två fågelarter i den lilla familjen svartpittor inom ordningen tättingar. Denna art häckar i Nya Guineas otillgängliga kalkstenshaltiga bergstrakter där den unikt tros bygga sina bon i doliner. Arten anses vara sällsynt och mycket lokalt förekommande, men den tros inte vara hotad och beståndet kategoriseras som livskraftigt.

## Utseende och läten
Svartpittor är mörka, satta trastliknande fåglar med korta vingar och rätt kort stjärt. Denna art är 29 cm lång, i fjäderdräkten helsvart eller med varierande inslag av rostbrunt. Ögat är mörkbrunt, ben och näbb svarta. Könen är lika. Ving- och stjärtpennor är olikt sin mindre släkting mindre svartpitta styva, en möjlig anpassning till sitt förmodade häckningsbeteende (se nedan). Lätet är monotont upprepade parvisa rätt ljudliga och ganska ljusa toner.

## Utbredning och systematik
Fågeln förekommer fläckvist utmed lägre bergssluttningar på Nya Guinea, närmare bestämt på Vogelkophalvön i Arfakbergen, på Bomberaihalvön i Fakfak- och Kumawabergen, södra sluttningen av Snow Mountains (vid floderna Utakwa och Setekwa), på Mount Somoro i Torricellibergen samt på Mount Mura i sydöstligaste delen av Central Dividing Range. Den behandlas som monotypisk, det vill säga att den inte delas in i några underarter. 

### Familjetillhörighet
Svartpittornas familjetillhörighet har historiskt varit omtvistad, där olika auktoriteter placerat dem bland familjer som marksmygar, monarker, paradisfåglar, murarkråkor och satängfåglar. DNA-studier visar dock att de utgör en egen utvecklingslinje, nära släkt med både paradisfåglar och murarkråkor.

## Levnadssätt
Större svartpitta hittas i skogsområden i olända karstberg, på mellan 650 och 1400 meters höjd. Den tros vara stannfågel. Födan är okänd, men tros bestå av insekter. Enligt lokalbefolkningen i Farfakbergen är boet en stor korg flätad av klängväxter som hängs under marknivå i en djup, brant och smal dolin.

## Namn
Namnet svartpitta är en direktöversättning av det vetenskapliga namnet Melampitta, släktesnamn för mindre svartpitta och tidigare även för större svartpitta. Namnet syftar på likheten med medlemmar i familjen Pittidae, tidigare kallade pittor, numera juveltrastar. Pitta kommer från det dravidiska språket telugu där det betyder liten fågel.

## Status och hot
Arten har ett stort utbredningsområde, men tros minska i antal, dock inte tillräckligt kraftigt för att den ska betraktas som hotad. Internationella naturvårdsunionen IUCN listar arten som livskraftig (LC). Beståndet har inte uppskattas, men rapporteras vara sällsynt och mycket lokalt förekommande, men detta kan vara ett resultat av dess otillgängliga levnadsmiljö. I Farfakbergen har den visats sig vara lokalt ganska vanlig.